# Elisabeth von Dyck
Elisabeth von Dyck, född 11 oktober 1950 i Borstel-Hohenraden, död 4 maj 1979 i Nürnberg, var en medlem av tyska Röda armé-fraktionens så kallade andra generation.
von Dyck, som tidigare varit medlem i Sozialistisches Patientenkollektiv, deltog hösten 1977 i kidnappningen av den tyska arbetsgivarföreningens ordförande Hanns-Martin Schleyer. När västtysk polis skulle gripa von Dyck i Nürnberg 1979, gjorde hon motstånd och sköts då till döds.
I mitten av 1980-talet bildades Commando Elisabeth von Dyck inom Action Directe. Den 25 januari 1985 mördade kommandot general René Audran i La Celle-Saint-Cloud; Audran var direktor för internationella relationer vid franska försvarsministeriet.